# 附盖猪笼草
附盖猪笼草（学名：Nepenthes appendiculata）是马来西亚砂拉越州中部的霍斯山脉特有的热带食虫植物。其生长于海拔1450米至1700米处。其得名于其笼盖下表面宽大的腺体附属物。